# Culto di Diana Nemorensis

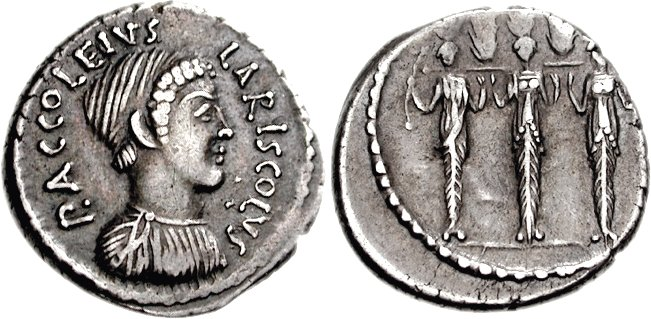
Denario coniato da Publio Accoleio Lariscolo nel 43 a.C., con Diana Nemorensis o Acca Larentia

Il culto di Diana Nemorensis era un antico culto romano, che aveva il suo centro nel lago di Nemi. Qui, all'interno di un bosco sacro, sorgeva il santuario della dea Diana Nemorensis, la «Diana dei Boschi». Questo culto di origine pre-romana perdurò per tutto l'arco dell'Impero.

## Origini e storia
Il culto di Diana a Nemi secondo tradizione sarebbe stato istituito da Oreste, il quale, dopo aver ucciso Toante re di Tauride, si rifugiò in Italia con sua sorella Ifigenia, portando con sé il simulacro della Artemide Taurica nascosto in una fascina di legna.
Il rituale cruento, tributato in Tauride alla dea, assunse in Italia una forma meno sanguinaria. All'interno del santuario di Nemi cresceva un albero di cui era proibito spezzare i rami: solo ad uno schiavo fuggito era concesso di cogliere una delle sue fronde. Se lo schiavo riusciva nell'impresa acquisiva il diritto di battersi con il sacerdote e se lo uccideva diventava di diritto il Rex Nemorensis.

## Collegamenti tra leggenda e culto
Stando a quanto dicono le leggende antiche la fronda fatale che staccava lo schiavo era la medesima che per ordine della Sibilla, Enea raccolse per affrontare il pericoloso viaggio nel mondo dei morti.
La fuga dello schiavo doveva rappresentare la fuga di Oreste, mentre il suo combattimento con il sacerdote adombrava il ricordo dei sacrifici umani alla dea Diana Taurica.
La norma che prescriveva di ottenere la successione con la spada rimase in vigore fino all'età imperiale: infatti l'imperatore Caligola, ritenendo che il sacerdote di Nemi fosse rimasto troppo a lungo in carica, assoldò un uomo per ucciderlo.
Fra le testimonianze scritte troviamo anche quella di un viaggiatore greco che visitò l'Italia al tempo della Antonini, dove riferisce che nel culto alla Diana Nemorensis il sacerdozio veniva ancora conferito come premio al vincitore di un duello.